# Pavel Nerad
Pavel Nerad, né en 1920 et mort le 10 mars 1976, est un ancien joueur tchécoslovaque de basket-ball.

## Palmarès
- Champion d'Europe 1946